# Fritz Schmidt
Fritz Schmidt (Mainz, Alemania nazi; 19 de marzo de 1943 – 12 de agosto de 2024) fue un jugador y entrenador de hockey sobre hierba alemán que jugó en la posición de centrocampista.

## Carrera

### Club
A nivel de equipo jugó toda su carrera con el Rásselsheim RK de 1963 a 1982, equipo con el que fue campeón nacional en cinco ocasiones y fue tres veces campeón en hockey bajo techo.

### Selección nacional
Debutó con Alemania Federal en 1963, con el que fue campeón olímpico en Múnich 1972 y fue dos veces tercer lugar en la Copa Mundial de Hockey Masculino, además de tres apariciones en Juegos Olímpicos. Jugó 146 partidos con la selección nacional hasta su retiro internacional en 1976.

### Entrenador
Dirigió al Rásselsheim RK de 1983 a 1985.

## Tras el retiro
Se dedicó a la panadería y como pastelero dirigió su propio negocio con una panadería en Rosselsheim durante décadas, y a lo largo de los años abrió varias sucursales. Renunció a la panadería y las sucursales en 2003 y se retiró, donde luego se dedicó a la restauración de coches viejos, pero sobre todo el golf (bajo handicap de un solo dígito), lo que le tomó una gran parte de su tiempo.

## Logros

### Club
- Campeonato alemán de hockey sobre hierba (5): 1968, 1971, 1975, 1977 y 1978
- Campeonato alemán de hockey bajo techo (3): 1973, 1976 y 1979

### Selección nacional
- Juegos Olímpicos (1): 1972[5]

### Individual
- Silbernes Lorbeerblatt en 1971.
- Placa Paul Reinberg en 1979.